# Rally Dakar 1991

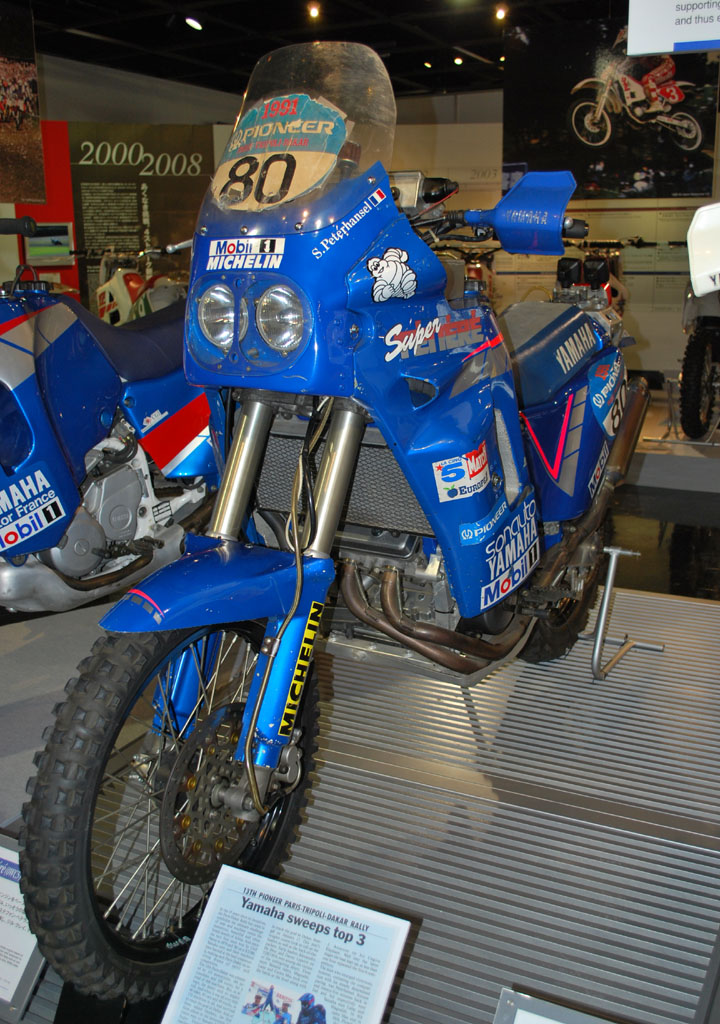
La Yamaha YZE 750T Super Téneré del vincitore Peterhansel

Il Rally Dakar 1991 è stata la 13ª edizione del Rally Dakar (partenza da Parigi, arrivo a Dakar).

## Tappe
Nelle 20 giornate del rally raid furono disputate 11 tappe ed una serie di trasferimenti (9.186 km), con 13 prove speciali per un totale di 6.747 km.

## Classifiche

### Moto
Hanno finito la gara 46 delle 113 moto iscritte.
| Pos. | Pilota               | Mezzo    |
| ---- | -------------------- | -------- |
| 1    | Stéphane Peterhansel | Yamaha   |
| 2    | Gilles Lalay         | Yamaha   |
| 3    | Thierry Magnaldi     | Yamaha   |
| 4    | Marc Morales         | Stalaven |
| 5    | Jordi Arcarons       | Cagiva   |
| 6    | Carlos Mas           | Yamaha   |
| 7    | Luigi Medardo        | Gilera   |
| 8    | Edi Orioli           | Cagiva   |
| 9    | Roberto Mandelli     | Gilera   |
| 10   | Antonio Boluda       | Honda    |

### Auto
Hanno finito la gara 128 delle 184 auto iscritte.
| Pos. | Equipaggio                             | Mezzo                 |
| ---- | -------------------------------------- | --------------------- |
| 1    | Ari Vatanen / Bruno Berglund           | Citroen ZX Grand Raid |
| 2    | Pierre Lartigue / Patrick Destaillats  | Mitsubishi Pajero     |
| 3    | Jean-Pierre Fontenay / Bruno Musmarra  | Mitsubishi Pajero     |
| 4    | Mikael Eriksson / Staffan Parmander    | Mitsubishi Pajero     |
| 5    | Hubert Auriol / Philippe Monnet        | Lada Samara           |
| 6    | Alain Ambrosino / Alain Guehennec      | Citroen ZX Grand Raid |
| 7    | Patrick Tambay / Dominique Lemoyne     | Lada Samara           |
| 8    | Jean Bouchet / Luc Leran               | Nissan Terrano        |
| 9    | Gérard Sarrazin / Gérard Troublé       | Toyota Land Cruiser   |
| 10   | Jean-Jacques Ratet / Michel Vantouroux | Toyota Land Cruiser   |

### Camion
| Pos. | Pos. (auto) | Equipaggio                                            | Mezzo       |
| ---- | ----------- | ----------------------------------------------------- | ----------- |
| 1    | 20°         | Jacques Houssat / Thierry De Saulieu / Danilo Bottaro | Perlini     |
| 2    | 27°         | Vladimir Goltsov / Firdaus Kabirov / Nikolai Strakhov | Kamaz       |
| 3    | 29°         | Joel Tammeka / Juhan Anupõld / Enno Piirsalu          | Kamaz       |
| 4    | 30°         | Karel Loprais / Josef Kalina / Radek Stachura         | Tatra       |
| 5    | 34°         | Zdeněk Kahánek / Merinsky                             | Tatra       |
| 6    | 42°         | Vladimir Marchenkov / Kouzmin / Harlamov              | Kamaz       |
| 7    | 52°         | Jean-Pierre Jaussaud / Huinen                         | Hino Ranger |
| 8    | 53°         | Léonard / Dugue / Castagnie                           | Mercedes    |
| 9    | 55°         | Salvador Cañellas / Racionero / Rubio                 | Pegaso      |
| 10   | 58º         | Peter Reif / Deinhofer                                | Hino Ranger |
| 11   | 67°         | Viktor Moskovskikh / Poutoukmov / Blinov              | Kamaz       |
| 12   | 68°         | Yevgueni Doronin / Belov / Vladimir Čagin             | Kamaz       |
| 13   | 69°         | Anne Kies / Schram / Koreny                           | Tatra       |